# Recopa de Europa de baloncesto 1968-69
La Recopa de Europa de Baloncesto 1968-69 fue la tercera edición de esta competición organizada por la FIBA que reunía a los campeones de las ediciones de copa de los países europeos. Tomaron parte 22 equipos, proclamándose campeón el Slavia VŠ Praha checoslovaco, que había sido finalista la edición anterior. La final se disputó en el Wiener Stadthalle de Viena, Austria.

## Participantes
| Austria                       | 1 | Handelsministerium     |
| Bélgica                       | 1 | Royal IV               |
| Bulgaria                      | 1 | Levski-Spartak         |
| Checoslovaquia                | 1 | Slavia VŠ Praha        |
| República Democrática Alemana | 1 | Berlín 1893            |
| Finlandia                     | 1 | Helsingin Kisa-Toverit |
| Francia                       | 1 | Stade Auto Lyon        |
| Grecia                        | 1 | Panathinaikos          |
| Hungría                       | 1 | Soproni MAFC           |
| Israel                        | 1 | Hapoel Tel Aviv        |
| Italia                        | 1 | Fides Napoli           |
| Luxemburgo                    | 1 | Nitia                  |
| Polonia                       | 1 | Legia Warsaw           |
| Portugal                      | 1 | Benfica                |
| Rumania                       | 1 | Steaua București       |
| Escocia                       | 1 | Boroughmuir            |
| Unión Soviética               | 1 | Dinamo Tbilisi         |
| España                        | 1 | Picadero               |
| Suecia                        | 1 | Solna                  |
| Turquía                       | 1 | Altınordu              |
| Alemania Occidental           | 1 | Bayern Munich          |
| Yugoslavia                    | 1 | AŠK Olimpija           |

## Primera ronda
| Equipo 1          | Agr.    | Equipo 2        | Ida    | Vuelta |
| ----------------- | ------- | --------------- | ------ | ------ |
| Nitia             | 121–186 | Bayern Munich   | 64–84  | 57–102 |
| Altınordu         | 123–149 | AŠK Olimpija    | 57–70  | 66–79  |
| Solna             | 141–177 | Picadero        | 70–80  | 71–97  |
| Boroughmuir       | 127–212 | Royal IV        | 52–103 | 75–109 |
| Steaua București  | 186–153 | Hapoel Tel Aviv | 89–58  | 97–95  |
| Handelministerium | 119–171 | Panathinaikos   | 84–76  | 35–95  |
| Soproni MAFC      | 155–171 | Levski-Spartak  | 89–92  | 66–79  |

## Segunda ronda
| Equipo 1               | Agr.    | Equipo 2        | Ida    | Vuelta |
| ---------------------- | ------- | --------------- | ------ | ------ |
| Bayern Munich          | 127–195 | AŠK Olimpija    | 81–101 | 46–94  |
| Picadero               | 151–161 | Berlín 1893     | 82–79  | 69–82  |
| Helsingin Kisa-Toverit | 160–170 | Slavia VŠ Praha | 74–76  | 86–94  |
| Legia Warsaw           | 167–155 | Royal IV        | 97–69  | 70–86  |
| Steaua București       | 160–169 | Fides Napoli    | 95–77  | 65–92  |
| Benfica                | 144–221 | Panathinaikos   | 74–110 | 70–111 |
| Levski-Spartak         | 148–128 | Stade Auto Lyon | 85–53  | 63–75  |

Automatically qualified to the quarter finals
- Dinamo Tbilisi

## Cuartos de final
| Equipo 1        | Agr.    | Equipo 2       | Ida    | Vuelta |
| --------------- | ------- | -------------- | ------ | ------ |
| AŠK Olimpija    | 191–164 | Berlín 1893    | 101–73 | 90–91  |
| Slavia VŠ Praha | 204–162 | Legia Warsaw   | 113–82 | 91–80  |
| Fides Napoli    | 0–2*    | Panathinaikos  | 0-2    |        |
| Levski-Spartak  | 137–146 | Dinamo Tbilisi | 83–88  | 54–58  |

*Originalmente, el Fides Napoli ganó el partido de uda por 37 puntos (98-61), pero en la vuelta en Atenas los italianos abandonaron el partido en el descanso (Panathinaikos ganaba entonces 51-16) como protesta por lo que consideraron un arbitraje parcial y muchas irregularidades en el procedimiento de puntuación (en particular, Fides reclamó que el mardador final al descanso debería haber sido 39-28 para Panathinaikos, y también que la primera mitad duró más de los 20 minutos reglamentarios). Sin embargo ni el comisario francés de la FIBA, Edmond Pigeu, ni el Secretario General William Jones (que estaba también presente en el Panathinian Stadium, con más de 25.000 aficionados) vieron nada irregular en el partido. Posteriormente, la FIBA expuksó al Fides Napoli de la competición y declaró ganador al Panathinaikos por 2-0.

## Semifinales
| Equipo 1      | Agr.    | Equipo 2        | Ida   | Vuelta |
| ------------- | ------- | --------------- | ----- | ------ |
| AŠK Olimpija  | 137–165 | Slavia VŠ Praha | 76–83 | 61–82  |
| Panathinaikos | 152–170 | Dinamo Tbilisi  | 81–67 | 71–103 |

## Final
April 17, Wiener Stadthalle, Viena
| Equipo 1        | Resultado | Equipo 2       |
| --------------- | --------- | -------------- |
| Slavia VŠ Praha | 80–74     | Dinamo Tbilisi |

| Campeón de la Recopa de Europa 1968–69 |
| -------------------------------------- |
| Slavia VŠ Praha 1.er título            |

| 17 de abril de 1969 | Slavia VŠ Praha                | 80–74       | Dinamo Tbilisi                           | |  |
|                     | Parciales: 33-33, 47-41        |             |                                          | |  |
|                     | Estadísticas Jiří Zedníček, 22 | Reporte Pts | Estadísticas Mosechvili, Ugrekhelidze 18 | Pabellón: Wiener Stadthalle, Viena Asistencia: 3.000 espectadores Árbitros: István Szabó (HUN), Herbert Haselbacher (AUT) |  |